# Мерлин, Вольф Соломонович
Вольф Соломо́нович Ме́рлин (22 января 1898, Могилёв, Российская империя — 6 апреля 1982, Пермь, СССР) — советский психолог, доктор педагогических наук (по психологии) (1950), профессор, ученик и один из ближайших сотрудников (в 1921—1931 г.г.) профессора М. Я. Басова, продолжатель исследований целостной личности в естественных экспериментах по А. Ф. Лазурскому, в теоретической и экспериментальной разработке системной методологии междисциплинарных исследований многомерных закономерностей онтогенетического развития индивидуального своеобразия и социально-типичных свойств личности в различных видах и формах поведения, практической и теоретической деятельности; развивал идеи и опыт медико-психофизиологических, психологических и социально-психологических исследований академика В. М. Бехтерева; автор теории индивидуальных стилей деятельности и жизнедеятельности; автор и разработчик системной методологии междисциплинарных исследований человека как интегральной индивидуальности.,

## Биография
Рождён и воспитан в еврейской семье Соломона Наумовича (Хаим-Шлёмы Несанелевича) Мерлина, учителя математики могилёвской классической мужской гимназии им. императора Александра I Виленского учебного округа. В семье и в гимназии Вольф Мерлин получил классическое образование, овладел 5 языками, включая греческий и латынь. По окончании учёбы в классической гимназии Вольф Мерлин получил право преподавания в народных школах и право поступления в ВУЗы России.

### Начало творческой педагогической деятельности
С 1918 по 1920 г. он работал инструктором по внешкольному образованию уездного отдела народного образования в Рязанской губернии. Участвовал в историческом первом и единственном Всероссийском съезде по внешкольному образованию 6-19 мая 1919 г. с участием В. И. Ленина, Н. К. Крупской, А. В. Луначарского, посвящённом ликвидации безграмотности в стране..

### Петроградско-ленинградский период (1920—1931)
В 1920 году Мерлин поступил на педагогический факультет Петроградского педагогического института внешкольного образования, где с 1921 года стал читать лекции известный педагог, соратник Н. К. Крупской, Е. Я. Голант, а по психологии — профессор М. Я. Басов. Во время учёбы в институте начал исследовательскую работу в научной группе Е. Я. Голанта - М. Я. Басова по изучению педагогической работы со взрослыми, а также подрабатывал публичными лекциями в Петрограде о бессознательном с демонстрацией массового гипноза.
По окончании института, в 1923—1924 годах Мерлин работал в психотехнической комиссии при областной совпартшколе им. К. Цеткин в Ленинграде. Научная деятельность началась в Ленинградском губполитпросвете по борьбе с неграмотностью (1923—1924), руководимой М. Я. Басовым, возглавлявшим также педологическое отделение Ленинградского педагогического института им. А. И. Герцена.
В 1924—1925 годах В. С. Мерлин — научный сотрудник комиссии по изучению педагогической работы со взрослыми «Комиссия работала под общим руководством профессора М. Я. Басова и Е. Я. Голанта и под моим непосредственным руководством».
В 1924/25 учебном году В. С. Мерлин — преподаватель психологии Ленинградского педагогического техникума им. К. Д. Ушинского.
В 1925 году Мерлин получил от М. Я. Басова приглашение работать на кафедре психологии Ленинградского педагогического института им. А. И. Герцена в качестве ассистента кафедры психологии. Здесь им были подготовлены первые публикации результатов его исследований.
В 1929 году В. С. Мерлин был переведён на должность доцента этой кафедры.
Одновременно, работая в 1927—1931 годах в Ленинградском институте научной педагогики, Мерлин развивал исследования Басова и руководил научной группой по изучению становления и развития мировоззрения и личности младших школьников из разных социальных групп в связи с социальными и эмоциональными установками личности, формой организации эмоционального строя ребёнка и индивидуальными особенностями речевого мышления в условиях коллективного общения. Исследование проводилось в течение 1927/28 учебного года с участием экспериментатора и второго наблюдателя существенно модернизированным методом клинической беседы Jean Piaget , структурированной методикой наблюдения и схемой исследования личности М. Я. Басова и естественного эксперимента А. Ф. Лазурского с использованием эмоционально насыщенных рассказов о проблемных социальных отношениях людей, которые наряду с основным вопросом к рассказу выступали как стимульный материал для осмысливания и развёрнутых оценок детьми. По оценке М. Я. Басова в такой постановке проблема мировоззрения была нова для мировой педологии и в то же время выступала как «конечный завершающий вопрос всей проблемы мышления». Исследование, в силу его пионерского характера, ставило прежде всего задачу проверки разработанных методов, тем не менее позволило сделать предварительные, но важные выводы о взаимосвязях форм организации мышления и эмоционального строя личности детей со своеобразной системой социальных представлений ребёнка разных типов содержания: узко-социальных, расширенно-социальных и широко-социальных. Так было показано, что тесная связь эмоциональной и волевой жизни личности с её поведением, деятельностью, мышлением, речью и другими познавательными процессами уже вполне сформирована к началу обучения в школе, однако характер этих связей неоднозначен: он различен как для разных типов содержания социальных представлений детей, так и с психологически ясно выражаемыми эмоциональными свойствами личности. Советский психолог С. Л. Рубинштейн, который в 1930 году по приглашению М. Я. Басова возглавил кафедру психологии отделения педологии ЛГПИ им. Герцена, также в своих «Основах психологии» (1935) и "Основах общей психологии" (1940) фактически активно развивал концепцию М. Я. Басова об эмоциональном строе личности в её связях с деятельностью, мышлением, мировоззрением, как и многие идеи В. С. Мерлина, существенно переосмыслившие популярную теорию эмоций У. Джемса.

### Саратовский период (1931—1938)
После смерти М. Я. Басова в 1931 году В. С. Мерлин переехал из Ленинграда в Саратов, где с 1932 по 1938 год работал в Саратовском педагогическом институте и продолжал изучать волевую деятельность, а в 1938 году защитил кандидатскую диссертацию на тему «Волевая деятельность и условный рефлекс». Она отразила поиск новых форм и методов педагогической и психологической наукой в России, явилась продолжением личностного подхода к изучению психики на основе идей А. Ф. Лазурского и М. Я. Басова, была связана с практическими задачами педагогики и вместе с тем несла в себе новый подход, который впоследствии будет характерен для всей школы В. С. Мерлина, — экспериментальное изучение психики в связи со свойствами нервной системы. В 1934 году он издаёт свою работу под названием «Конспект лекций по общей психологии».

### Свердловский период (1938—1948)
С 1938 по 1948 год Мерлин работал в Свердловском педагогическом институте. Во время Великой Отечественной войны одновременно с педагогической работой в институте становится в 1942 году научным консультантом в клинике Института психологии МГУ при эвакогоспитале в Свердловске, оказывая психологическую и психотерапевтическую помощь, в том числе с помощью гипноза, инвалидам войны, потерявшим конечности и зрение. В это время он изучал проблемы координации движений у раненых и реабилитации в результате ранения ослепших бойцов. Часть материалов этих практических работ были обобщены и опубликованы В. С. Мерлиным в Учёных записках МГУ, в его докладе на совещании по вопросам психологии личности в АПН СССР
, а основная часть — лишь в 1968—1970 годах в книге «Проблемы экспериментальной психологии личности».

### Казанский период (1948—1954)
В 1948 году, в связи с возобновлением с 1947/48 учебного года преподавания в средних школах СССР логики и психологии, Вольф Соломонович Мерлин был приглашён для преподавания на отделении русского языка, логики и психологии историко-филологического факультета Казанского университета, на котором он работал до закрытия отделения в 1954 году. Здесь В. С. Мерлин готовил к защите докторскую диссертацию по дифференциальной психологии личности: «Психофизиологическое своеобразие условных реакций в структуре волевого акта» (защищена в 1950 году, опубликована в Учёных записках Казанского университета в 1953 году). В этом университете В. С. Мерлин продолжил традиции воспитания учёных из числа студентов-исследователей своего учителя Михаила Яковлевича Басова и опыт создания научных школ Владимира Михайловича Бехтерева, Александра Фёдоровича Лазурского.
В собственных экспериментах В. С. Мерлина, в опытах и тщательных наблюдениях студентов-исследователей стала складываться концепция индивидуального стиля деятельности, индивидуальных различий в исследованиях личности. Исследования того периода были направлены главным образом на поиск путей, которыми разные люди приходят к успеху в работе, становятся передовиками. В то время под его руководством была выполнена кандидатская диссертация Евгения Александровича Климова, давшая начало направлению исследований индивидуального стиля деятельности. Таким образом, в центре научных интересов В. С. Мерлина в послевоенные годы были проблемы личности, психофизиологии индивидуальных различий, темперамент и индивидуальный стиль деятельности.

### Пермский период (1954—1982)
В 1953 г. Мерлин принимает приглашение на работу заведующим общеинститутской кафедрой общей психологии в педагогический институт г. Молотов (ныне г. Пермь). В 1954 г. он переехал в Пермь, где до своей смерти в апреле 1982 г. работал на кафедре психологии Пермского государственного педагогического института. В Пермском педагогическом институте (ныне ПГГПУ), проработал четверть века, с 1954 г. до 1979 г. как заведующий кафедрой, затем, до смерти в 1982 г. в качестве профессора кафедры, руководителя лаборатории и аспирантуры кафедры, ведущего курс общей психологии и спецкурсы на факультете педагогики и психологии дошкольного воспитания (ныне — факультет педагогики и психологии детства]). Основные сферы интересов в Пермский период: философия и многозначные логики, математические языки и методы статистического многомерного анализа вероятностных процессов, общая (теоретическая) и возрастная психология, психофизиология и психология личности (1954—1971), затем системное исследование индивидуальности человека (1972—1982), реализованные первоначально во 2-м, кардинально переработанном издании «Очерка теории темперамента», Пермь, 1973.).
В 1959 была опубликована монография Мерлина «Очерк психологии личности» (1959). С 1958 г. он возглавлял Уральское отделение Общества психологов СССР, с 1959 по 1982 г. являлся членом Центрального Совета Общества психологов, в 1965 г. — членом Программного комитета XVIII Международного психологического конгресса, с 1967 г. — членом учёной комиссии по психологии Министерства просвещения РСФСР.
В 1964 году в издательстве «Просвещение» вышел фундаментальный труд В. С. Мерлина «Очерк теории темперамента», который подвёл итог большого периода исследований автора, его учеников и сотрудников и по сей день является учебником по проблемам темперамента. Во второе издание, появившееся в 1973 г., вошли главы, написанные учениками и сотрудниками В. С. Мерлина, посвящённые возрастному развитию темперамента, взаимосвязи темперамента и способностей, темперамента и различных видов деятельности. В 1968 г. Мерлин издаёт первую часть монографии «Экспериментальная психология личности».
К 1975 году Мерлин вместе с сотрудниками и учениками разработал экспериментальные и теоретические основы системной многоуровневой концепции интегральной индивидуальности, в которой геном выступает базой созревания разных типов и свойств нервной системы и психосоматического организма в целом, а прижизненно формируемые индивидуальные стили различных видов деятельности и многоуровневого языкового общения занимают ключевое место, выступают опосредствующими звеньями между иерархизованными уровнями свойств и инвариантных симптомокомплексов индивидуальности.
Незадолго до смерти Мерлин закончил машинописный вариант монографии « Очерки интегрального исследования индивидуальности». Книга была издана в издательстве «Просвещение» четыре года спустя, в 1986 году.

## Научный вклад
В традициях петербургской исследовательской традиции, заложенной Бехтеревым и Лазурским, В. С. Мерлин развивал междисциплинарную научную концепцию интегральной индивидуальности, а также руководил большой группой дифференциальных психофизиологов, дифференциальных психологов, психологов высшей квалификации, работающих в десятках направлений деятельности социальных групп и общества в нескольких странах бывшего СССР. Мерлин автор более 250 научных публикаций по физиологии, психофизиологии, общей дифференциальной психологии видовых и типологических свойств нервной системы и темперамента животных и человека, экспериментального изучения индивидуальных и социально-типичных свойств и качеств индивидуальности человека в различных организационных формах игровой, учебной, трудовой, профессиональной творческой деятельности и в разных видах индивидуального стиля творчества и труда.
Одна из системных теорий целостной, многоуровневой индивидуальности, основанная на принципах функционирования иерархических динамических систем Берталанфи и кибернетической интегральности, теории самоорганизации по Эшби.
В основе теории лежит деление систем индивидуальности по многомерным параметрам развития иерархических уровней целостного организма как активного и полиморфного деятеля в различных сферах материального и духовного миров (Михаил Басов и (холистические концепции организма и среды, идущие от Гиппократа, развивавшиеся в дореволюционной российской медицине Владимир Бехтерев), — генетические, психодинамические, нейродинамические, личностные, социально-психологические и социальные миры. Между ниже и выше лежащими уровнями существует много-многозначная связь, а внутри уровня одно-одно-многозначные связи. Тем самым отражается особенность каждого человека, его неповторимость. Важным вкладом Мерлина было определение темперамента как отличного от личности феномена, основанного исключительно на особенностях взаимодействия свойств нервной системы.
Одно из важнейших теоретических построений В. С. Мерлина — концепция личности — теснейшим образом связано с концепцией личности у А. Ф. Лазурского, и его учеников М. Я. Басова и В. Н. Мясищева. Книга Мерлина «Очерк психологии личности», вышедшая в 1959 году, была высоко оценена психологической общественностью. Автор не только обсудил вопрос об уникальности, неповторимости каждой личности, но и предпринял попытку показать истоки этой уникальности и представить оригинальную позицию в понимании структуры личности, взаимосвязи и влиянии её отдельных компонентов. Позднее, в 1968—1970 гг. В. С. Мерлин опубликовал «Проблемы экспериментальной психологии личности», «Лекции по психологии мотивов человека», в которых отразились современное состояние и исследования отечественной и зарубежной психологии того времени и развитие автором теоретико-экспериментальных работ по личностной проблематике.
Другое направление исследовательской деятельности В. С. Мерлина и его сотрудников — дифференциальная психофизиология. Работы по темпераменту, писал в 1967 г. В. С. Мерлин, были логическим развитием его предшествующего исследования зависимости волевого акта от структуры условно-рефлекторных связей, начатого ещё в лаборатории М. Я. Басова в 1929 г.: «Развивая мысли своего учителя, я на основе экспериментальных фактов пришёл к выводу, что связь между нервно-физиологическими процессами имеет многозначный характер» (Материалы к совещанию, посвящённому 50-летию советской психологии на Урале. Пермь, 1967). Руководствуясь этим общим принципом, в своих исследованиях по темпераменту В. С. Мерлин также стремился раскрыть многозначную зависимость между общим типом нервной системы и темпераментом. Принцип многозначной связи между типом нервной системы и типом темперамента привёл его к утверждению о специфичности психологических закономерностей темперамента. В отличие от «аналитического» направления исследований, свойственного школе Б. М. Теплова («от свойств к типам»), В. С. Мерлин подвергал анализу не отдельные свойства, а определённые симптомокомплексы. Такое направление определило содержание его последующих работ: оно позволило существенно продвинуться в разработке собственно типологической проблематики. Поэтому наибольшие успехи этим коллективом были достигнуты именно в изучении психологических характеристик темперамента как психодинамического образования, обусловленного свойствами нервной системы, а затем и в выделении устойчивых типов темперамента. Поскольку в отечественной науке школой Б. М. Теплова осуществлялось систематическое и наиболее глубокое изучение свойств нервной системы человека, коллектив, руководимый В. С. Мерлиным, мог сконцентрировать свои усилия на работе по определению психологических переменных, детерминируемых этими параметрами. Используя в дальнейшем принципы системного анализа в изучении различных уровней организации человека (нейродинамического, психодинамического и собственно личностного) и взаимосвязей между ними, В. С. Мерлин наметил основы теории интегральной индивидуальности, являющейся логическим продолжением всего направления его научной деятельности.

### «Очерк теории темперамента» (1964)
В 1964 г. был опубликован труд В. С. Мерлина «Очерк теории темперамента». Опираясь на работы естественно-научного направления таких учёных как В. А. Вагнер, Северцов А. Н., В. М. Бехтерев, А. Ф. Лазурский, М. Я. Басов и таких физиологов как И. П. Павлов и А. А. Ухтомский, Мерлин развивает их идеи со стороны конкретно-исторической детерминации и разных социальных условий формирования личностных установок детей и подростков. Научная группа Мерлина изучала многообразные связи устойчивых отношений личности и семантики их социальных представлений, семасиологических связей процессов и результатов мышления и речи детей с их эмоциональными целевыми установками, формированием у них элементарных и сложных условных рефлексов и психофизиологических доминант.
Вслед за А. Ф. Лазурским и М. Я. Басовым Мерлин рассматривал устойчивые антропологические и физиологические характеристики ВНД и доминант индивидуума, с одной стороны, как эвристическое средство для выдвижения психологических гипотез и прогнозирования развития характера связей высших психических функций, психологических частных и обобщённых отношений личности, системы её мотивов и психодинамических свойств индивидуальности. А с другой, — как путь для уточнения и конкретизации психологом физиологических механизмов и основ отношений личности..
Кроме разработки фундаментальных проблем общей психологии, обобщающей теоретические и экспериментальные психологические исследования, интегрирующей психологические знания и изучающей наиболее общие психологические закономерности, теоретические принципы и методы психологии, взаимосвязи основных понятий и категорий в их историческом развитии и современном состоянии изученности, Мерлин глубоко изучал и в своих обобщающих трудах использовал результаты смежных естественных (биологических) и общественных наук: неврологии, психиатрии, психофизиологии, общей и сравнительной физиологии человека и животных, физиологии высшей нервной деятельности, сравнительной психологии, психологии личности, теории и методов общей и экспериментальной психологии, возрастной и педагогической психологии, теории антропосоциогенеза и онтогенеза , языкознания, семиологии, социологии и социальной психологии и других.
Одно из важнейших направлений теоретических поисков Мерлина — общепсихологическая концепция личности и типологии характера, — теснейшим образом связано с теорией отношений личности и характерологией разработанных А. Ф. Лазурским и М. Я. Басовым.. Мерлин работал над изучением проблемы «личности как организма и как активного деятеля в окружающей среде», сформулированной М. Я. Басовым, а через переосмысление наследия и Лазурского А. Ф., Басова М. Я. и Мясищева В. Н. концепция обобщённых отношений личности была конкретизована и углублена в концепции личности Мерлина. Мерлин настойчиво подчёркивает огромную специфическую роль языков общения и второй сигнальной системы (по Павлову), а в экспериментах — роль словесной или действенной инструкции экспериментатора и/или скрытой самоинструкции испытуемых, выражающих их эмоциональные отношения к эксперименту).

### 1970-е годы. Разработка теоретических основ интегральных исследований индивидуальности
Наиболее благоприятными для В. С. Мерлина можно считать 70-е гг. Его давний интерес к личности как к целостной системе совпал с возрастающим общественным интересом к человеческому фактору, дискуссией психологического сообщества о структуре личности и всё более широким применением системного подхода. В конце 70-х — начале 80-х гг. начинается новый этап в научном творчестве В. С. Мерлина и его учеников, который связан с изучением не отдельных свойств человека, а его целостной индивидуальной характеристики — интегральной индивидуальности. Возник новый системный междисциплинарный подход к изучению человека и психолого-педагогическому обеспечению его развития в активной деятельности, направленной на самостоятельный активный выбор действий, который определяется не только объективными требованиями и задачами, но и сложившимися ранее индивидуальными особенностями человека. Использование системного подхода, принципа значности привело к появлению исследований разноуровневых свойств и взаимосвязей, онтогенетического их развития, влияния на опосредующие звенья в многоуровневой иерархии индивидуальности. Первые аспиранты В. С. Мерлина защитили докторские диссертации (Е. А. Климов, Б. А. Вяткин, В. В. Белоус).

#### Публикация наследия М. Я. Басова: 1968—1975
После выхода Постановления ЦК ВКП(б) «О педологических извращениях в системе Наркомпросов» (4 июля 1936 г.) работы М. Я. Басова в значительной мере вышли из употребления среди советских психологов. В. С. Мерлин неоднократно предпринимал попытки переиздать труды своего учителя, но это ему удалось сделать лишь в 1975 г.
Вместе с членом-корреспондентом АПН СССР В. Н. Мясищевым в 1968 Мерлин провёл в Ленинградском пединституте конференцию к 75-летию Басова М. Я. и осуществил попытку переиздать фундаментальные избранные педологические труды Басова, подвергнутые остракизму и замалчиванию в официозных историко-психологических трудах, а в государственных библиотеках отправленные в спецхран. Мерлину и другим бывшим ученикам и сотрудникам М. Я. Басова удалось издать его «Избранные психологические произведения» лишь в 1975 году, то есть через 7 лет после конференции.. При этом эти работы Басова были изданы в издательстве АПН СССР «Педагогика» со значительными купюрами и сокращениями.

### Место теории Мерлина среди других психологических направлений в СССР
Мерлин осознавал, что его новая программа напрямую противостоит общепринятой нормативной научной парадигме «марксистско-ленинской диалектики» в её развитии в деятельностной концепции учеников и последователей Л. C. Выготского, занимавшими многие ведущие административные позиции в иерархии советской науки того времени. Оспаривая некоторые идеи Выготского, ещё в 1934 г. Мерлин подчёркивал, что любой человек имеет на большинстве этапов своей жизни не одну, а несколько зон ближайшего развития..
В своей кандидатской (1940) и в докторской диссертации (1950), изучая многомерные связи структуры и фаз волевых актов с формируемыми в эксперименте фазическими и тоническими условно-рефлекторными механизмами и доминантами, Мерлин выдвигает и обосновывает принцип неоднозначной, относительно свободной (позднее — «много-многозначной») зависимости психического от физиологического и такого же характера обратной зависимости физиологического от психического, имеющей глубокое теоретическое значение для психологической науки в целом. Так, здесь же в Казанском университете В. С. Мерлин разрабатывает программу и методологию экспериментального изучения высших процессов целенаправленного формирования типологически обусловленного стиля трудовой деятельности, формируемого лишь при устойчивом высоко положительном отношении к труду разными путями у типологически разных рабочих массовых профессий. Такая «гармонизация» технологических требований со свойствами нервной системы рабочих, наоборот, не достижима при психологически индифферентном или отрицательном отношении к труду. Таким образом, уже в казанский период В. С. Мерлин выступает как автор многоуровневой и многомерной дифференциальной психофизиологической метатеории связей целостного организма, включённого в активное взаимодействие со множеством «возможных» и реальных «миров», где значимые различия во влиянии активности личностных установок человека на протекание физиологических функций у людей одного типологического типа демонстрируют наличие специфически человеческих зависимостей физиологических состояний организма от психических свойств и отношений личности у людей, имеющих один и тот же тип нервной системы. Одновременно, в работах его бывших аспирантов, он выступает как основатель так называемой «казанской психофизиологической и психологической школы».

## Педагогическая, общественная и научно-административная деятельность
Преподавательская деятельность была связана с работой заведующего кафедрой психологии института и профессора на факультете педагогики и психологии дошкольного воспитания Пермского пединститута, где В. С. Мерлин читал фундаментальный оригинальный курс лекций «Общая психология», читал многочисленные спецкурсы для студентов, руководил научно-исследовательскими курсовыми и дипломными работами, на результаты которых нередко ссылался в своих трудах. Мерлин придавал большое значение учебно-методическим вопросам преподавания психологии. Под редакцией Мерлина был выпущен сборник «Воспитывать психологическую пытливость у будущих учителей» (Пермь, 1966), им написаны главы «Темперамент» и «Характер» в двух первых изданиях учебника «Общая психология» под редакцией А. В. Петровского, создан первый «Сборник задач по общей психологии» (М.: Просвещение, 1974). Под научным руководством В. С. Мерлина выполнены кандидатские и докторские диссертации Климова Е. А., Вяткина Б. А, Белоуса В. В. и десятки кандидатских диссертаций по различным направлениям общей и возрастной психологии и дифференциальной психофизиологии личности и индивидуальности человека.
С 1958 г. возглавлял Уральское отделение Общества психологов СССР. С 1959 по 1982 г. являлся членом центрального совета Общества психологов СССР. В 1965 г. — член Программного комитета XVIII Международного конгресса по психологии. С 1967 г. — член Учёной комиссии по психологии Министерства просвещения РСФСР. Мерлин был инициатором и организатором проведения в Перми многих научных форумов: Всесоюзного симпозиума по психологии личности, посвящённого 100-летию со дня рождения В. И. Ленина (1970), Всесоюзного семинара-совещания по возрастной и педагогической психологии (1973), Всесоюзных симпозиумов «Проблемы дифференциальной психофизиологии и её генетические аспекты» (1975), «Индивидуальные особенности психического и соматического развития и их роль в управлении деятельностью человека» (1982). При его активном участии в Перми проведено три Всесоюзных симпозиума «Психический стресс в спорте» (1973, 1975, 1977 гг.). В 1982 г. как член оргкомитета VI съезда психологов СССР, Мерлин готовил Симпозиум по интегральному исследованию индивидуальности человека, но симпозиум прошёл уже после его смерти.

## Семья
Первая супруга — Галина Борисовна Курляндская (24 октября (6 ноября) 1912, Саратов — 11 июня 2012). Известный советский литературовед, доктор филологических наук, профессор Орловского государственного университета.
Вторая супруга — Антонова Елена Николаевна (1925—2000), преподаватель русского языка и литературы. 
Дети:
- Анатолий Вольфович Мерлин (25 ноября 1937, Свердловск — 14 мая 2015, Чебоксары) — кандидат физико-математических наук, декан математического факультета Чувашского государственного университета (1998—2008). Усыновлён[26];
- Валерий Вольфович Мерлин (род. 1954, Казань) — кандидат филологических наук, автор работ по русскому стиху и культурологии.

## Память
В Пермском государственном педагогическом университете с 1985 г. проводится конференция посвящённая памяти В. С. Мерлина, которая получила название «Мерлинские чтения». В 2011 г. проведены уже XXVI Мерлинские чтения: Психологические инновации в образовании
С 1998 года среди премий Пермской области учреждена премия имени Вольфа Соломоновича Мерлина по проблемам философии, психологии, социологии и культурологии
Также в литературе с определённой периодичностью встречается выражение «Пермская научная психологическая школа»

### Список произведений
- Список публикаций Мерлина насчитывает более 250 наименований на русском и английском языках (не завершён)
- Мерлин В. С. О формах использования социального опыта учащихся.// Опыт изучения педагогической работы со взрослыми/ Под. ред. М. Я. Басова, Е. А. Голанта. Л.: ГИЗ, 1926.
- Мерлин В. С., Хрякова М. Ф. Вопросы развития социального мировоззрения у детей. М.; Л.: ГИЗ, 1930. - 126 с.
- Мерлин В. С. Об обучении и развитии // Уч. зап. Саратовск. гос. пед. ин-та, 1934. С. 61-75.
- Мерлин В. С. Психологические основы воспитания сдержанности // Сов.педагогика,1939. № 11,12. С.138-148.
- Мерлин В. С. О координации движений при ранениях верхних конечностей // Уч. зап. Московского Гос. ун-та, 1947. Т. 2. Вып. 3. С. 87-96.
- Мерлин В. С. Своеобразие условных реакций в структуре волевого акта. // Учёные записки Казанского государственного университета, 1953, Т. 113. Кн. 3. 124 с.
- Мерлин В. С. К характеристике условного кожно-гальванического рефлекса // Физиологический журнал им. И. М. Сеченова, 1954. Т.40. № 2. С. 155—161.
- Мерлин В. С. Роль темперамента в эмоциональной реакции на отметку // Вопросы психологии, 1955, № 6. С. 61-71.
- Мерлин В. С. Восстановление личности после тяжёлых эмоциональных потрясений // Доклад на совещ. по вопросам психологии личности. — М.: Изд-во АПН СССР, 1956.
- Мерлин В. С. Методы исследования нервно-физиологических основ психической деятельности человека // Материалы совещания по психологии (1-6 июля 1955 г.), Институт психологии АПН РСФСР. М., 1957. - 751 с.;// Мерлин В. С. — с. 160-167.
- Мерлин В. С. Динамика «переноса» условнорефлекторных связей из одной сигнальной системы в другую // Вопросы психологии, 1957. № 2. С.53-67
- Мерлин В. С. Физиологические испытания и психологические характеристики специальных типов высшей нервной деятельности //Проблемы психологии личности в связи с типами высшей нервной деятельности. - Пермь, 1958, С. 217-26
- Мерлин В. С. К вопросу о связи типа высшей нервной деятельности, темперамента и отношений личности. //Проблемы психологии личности в связи с типами высшей нервной деятельности. - Пермь, 1958. С. 3-36.
- Мерлин В. С.  Очерк психологии личности. Пермь, 1959. – 172 с.
- Мерлин В. С. Очерк теории темперамента. –  М.: Просвещение, (1964). — 303 с.
  - Мерлин В. С. Очерк теории темперамента. 2-е изд. – Пермь: Кн.изд-во, (1973). — 291 с.
- Мерлин В. С. Проблемы экспериментальной психологии личности. (1968, 1970)
- Мерлин В. С. Лекции по психологии мотивов. – Пермь, (1970). – 120 с.
- Проблемы интегрального исследования индивидуальности человека // Психологический журнал : журнал. — М., 1980. — Т. 1, № 1. — С. 58—71. — ISSN 0205-9592.
- Мерлин В. С. Очерк интегрального исследования индивидуальности. – М.: Педагогика, (1986). — 254 с.

Собрание сочинений
- Мерлин В. С. Собрание сочинений в 5-ти томах:
  - Том 1. Вопросы развития социального мировоззрения у детей. Пермь: ПСИ, 2006. – 330 с.; ISBN 5-91091-004-3
  - Том 2. Своеобразие условных реакций в структуре волевого акта. Пермь: ПСИ, 2006. – 192 с.; ISBN 5-91091-003-5
  - Том 3: Очерки теории темперамента Пермь: ПСИ, 2007. — 276 с.; ISBN 978-5-88187-315-8
  - Том 4. Проблемы экспериментальной психологии личности (главы из монографии). Пермь: ПСИ, 2007. – 400 с.;ISBN 978-5-88187-360-8
  - Том 5. Лекции по психологии мотивов; Сборник задач по общей психологии. Пермь: ПСИ, 2007. – 332 с. ISBN 978-5-88187-362-2

Избранные психологические труды
- Мерлин В. С. Психология индивидуальности: избранные психологические труды / В. С. Мерлин; под ред. Е. А. Климова. — М. : Изд-во Моск. Психолого-социального ин-та; Воронеж : МОДЭК, 2005. — 544 с. ISBN 5-89502-403-3. — В книгу включены основные труды В. С. Мерлина: 
«Очерк интегральной индивидуальности» (1986), 
«Экспериментальная психология личности»(1968), 
«Очерки теории темперамента» (1964), 
«Лекции по психологии мотивов человека: учебное пособие для спецкурса» (1971). 
В данных работах рассмотрены теоретические и прикладные вопросы индивидуального конкретного подхода к развивающемуся человеку в процессе воспитания, обучения, деятельности. Книга предназначена для психологов, физиологов, антропологов, врачей, педагогов и студентов, готовящихся к медицинской и/ или психолого-педагогической деятельности.